# Sericoderus pubipennis
Sericoderus pubipennis är en skalbaggsart som beskrevs av Sharp in Blackburn och Sharp 1885. Sericoderus pubipennis ingår i släktet Sericoderus och familjen punktbaggar. Inga underarter finns listade i Catalogue of Life.